# Kochertalkellerei
Die Kochertalkellerei mit Sitz in Ingelfingen (Baden-Württemberg) war eine Weingärtnergenossenschaft, die 2007 aus einer Fusion der früher selbständigen Genossenschaften Weingärtnergenossenschaft Niedernhall (gegründet 1937) und Weingärtnergenossenschaft Dörzbach mit der Kochertalkellerei Ingelfingen hervorging. 2012 erfolgte eine Fusion mit der Weinkellerei Hohenlohe in Adolzfurt. Am früheren Stammsitz der Weingärtnergenossenschaft Niedernhall befindet sich das historische Keltergebäude, erbaut von Abt Knittel, eines der größten freitragenden Gebäude seiner Zeit.

## Geschichte
Unter dem Motto Zwei Täler, eine Zukunft entstand die Genossenschaft aus der Fusion der folgenden drei Genossenschaften:
- der Weingärtnergenossenschaft Niedernhall, die 1937 gegründet wurde, mit Lagen im Kochertal (Niedernhall, Weißbach) und im Jagsttal (Bieringen)
- der Weingärtnergenossenschaft Ingelfingen, die wenige Jahre zuvor bereits die Weingärtnergenossenschaft Forchtenberg übernommen hatte, mit Lagen im Kochertal (Ingelfingen, Belsenberg und Forchtenberg)
- der Weingärtnergenossenschaft Dörzbach, die keinen eigenen Ausbau betrieb, diesen übernahm vielmehr die WZG, mit Lagen im Jagsttal (Dörzbach)

## Unternehmen
Die Genossenschaft betrieb nur Steillagen, die inzwischen teilweise als Querterrassen ausgestaltet sind. In Ingelfingen gab es eine eigene Verkaufsstelle.

## Weine
Die Lagen dieser Genossenschaft befinden sich im Kochertal zwischen Belsenberg und Ernsbach sowie im Jagsttal bei Dörzbach und bei Bieringen. Angebaut werden in Steillagen auf Muschelkalkböden sowohl Weiß- als auch Rotweine. Beim Weißwein dominieren die Sorten Riesling, Silvaner und Müller-Thurgau, beim Rotwein Spätburgunder, Schwarzriesling, Samtrot und Dornfelder.

### Auszeichnungen
Die Kochertalkellerei erhielt bisher bei der Landesweinprämierung des Württemberger Weinbauverbandes zahlreiche Goldene und Silberne Preismünzen für ihre Produkte.